# Литературный язык
Литературный язык (также стандартный язык) — обработанная часть общенародного языка, обладающая в большей или меньшей степени письменно закреплёнными нормами; язык всех проявлений культуры, выражающихся в словесной форме. Изучение литературного языка осуществляется в рамках лингвистики.

## Определение
Литературный язык — наддиалектная подсистема (форма существования) национального языка, которая характеризуется такими чертами, как нормативность, кодифицированность, полифункциональность, стилистическая дифференцированность, высокий социальный престиж в среде носителей данного национального языка. Достояние всех, кто владеет его нормами. Он функционирует как в письменной, так и в разговорных формах. Язык художественной литературы (язык писателей), хотя обычно и ориентируется на те же нормы, заключает в себе много индивидуального, не общепринятого. В разные исторические эпохи и у разных народов степень близости литературного языка и языка художественной литературы оказывалась неодинаковой.
Литературный язык — общий язык письменности того или иного народа, а иногда нескольких народов — язык официально-деловых документов, школьного обучения, письменно-бытового общения, науки, публицистики, художественной литературы, всех проявлений культуры, выражающихся в словесной форме, чаще письменной, но иногда и в устной. Вот почему различаются письменно-книжная и устно-разговорная формы литературного языка, возникновение, соотношение и взаимодействие которых подчинены определённым историческим закономерностям.
Литературный язык — исторически сложившаяся, осознанная обществом языковая система, которая отличается строгой кодификацией, однако подвижная, а не статичная, которая охватывает все сферы деятельности человека:
- сфера науки и образования — научный стиль;
- общественно-политическая сфера — публицистический стиль;
- сфера деловых отношений — официально-деловой стиль.

Представление о «закреплённости» норм литературного языка имеет известную относительность (при всей важности и стабильности нормы она подвижна во времени). Нельзя представить себе развитую и богатую культуру народа без развитого и богатого литературного языка. В этом большое общественное значение самой проблемы литературного языка.
Среди лингвистов нет единого мнения о сложном и многогранном понятии литературного языка. Некоторые исследователи предпочитают говорить не о литературном языке в целом, а о его разновидностях: или о письменно-литературном языке, или о разговорно-литературном языке, или о языке художественной литературы и т. д.
Литературный язык нельзя отождествлять с языком художественной литературы. Это разные, хотя и соотносительные понятия.

## Историческое соотношение литературного и народного языков
В эпоху феодализма у ряда народов мира в качестве письменного литературного языка употреблялся чужой язык: у иранских и тюркских народов — классический арабский; у японцев и корейцев — классический китайский; у германских и западнославянских народов — латинский; в Прибалтике и Чехии — немецкий, в России — до XVIII века церковнославянский язык, развивавшийся на основе старославянского языка (в отличие от народного древнерусского).

## Литературный и национальный языки
Существует различие между литературным языком и национальным языком. Национальный язык выступает в форме литературного языка, однако не всякий литературный язык сразу становится национальным языком. Национальные языки, как правило, формируются в эпоху Нового времени.
О русском литературном языке (см. История русского литературного языка) можно говорить уже с начала XVII века, тогда как национальным языком он становится в первую половину XIX века, в эпоху А. С. Пушкина, признаваемого основоположником современного русского языка.
Памятники французского литературного языка известны с XI века, но лишь в XVII—XVIII веках наблюдается процесс постепенного становления французского национального языка.
В Италии литературный язык заявил о себе уже в творчестве Данте, но только во 2-й половине XIX века, в эпоху национального объединения Италии, происходит формирование её национального языка.
В язык художественной литературы входит: диалекты, городские просторечия, молодёжный и профессиональный жаргон, арго — и всё это составная часть Общенародного (национального) языка.

## Взаимоотношение с диалектами
Особую проблему представляет соотношение и взаимодействие литературного языка и диалектов. Чем устойчивее исторические основы диалектов, тем труднее литературному языку лингвистически объединить всех членов данной нации. Диалекты до сих пор успешно конкурируют с литературным языком во многих странах мира, например в Италии, в Индонезии.
Понятие литературного языка обычно взаимодействует с понятием языковых стилей (см.: стилистика (лингвистика)), бытующих в границах каждого литературного языка.
Языковой стиль — разновидность литературного языка, сложившаяся исторически и характеризующаяся определённой совокупностью признаков, часть из которых может повторяться и в других стилях, но определённое их сочетание и своеобразная их функция отличает один стиль от другого.
В последнее время большое количество носителей, например, русского литературного языка используют разговорные и просторечные формы.